# 滝川具英
滝川 具英（たきがわ ともてる）は、江戸時代中期の旗本。通称は織部、主水。

## 生涯
元禄9年（1696年）、旗本寄合席の滝川具章の四男として生まれた。母は某氏で、父が50歳を過ぎてから生まれた子である。
正徳2年（1712年）、父が死去し、父の生前の願い出により遺領1500石は兄の平利（1200石）と邦房（300石）に分割して相続されたが、17歳の具英には分与はなかった。
その後も養子に出ることもなく家に残っていたが、享保8年（1723年）に兄の平利が死去し、28歳でその家督を継いだ。
享保9年（1724年）、書院番に番入りし、将軍徳川吉宗の世子・家重の居住する江戸城二ノ丸詰めとなる。のちに家重の移動に従って西ノ丸に移るが、享保11年（1726年）に辞任した。
元文2年（1737年）、42歳で致仕して三兄邦房の娘婿で養子として300石を継承していた滝川利行を改めて自身の養子に立てて家督を譲った。このとき、300石は幕府に収公されて滝川家の所領は1200石となった。
利行よりも長命を保ち、宝暦7年（1757年）死去。享年62。